# Cavasagra
Cavasagra is een plaats (frazione) in de Italiaanse gemeente Vedelago.